# Косиковцы
Косиковцы (укр. Косиківці) — село в Новоушицком районе Хмельницкой области Украины.
Население по переписи 2001 года составляло 449 человек. Почтовый индекс — 32640. Телефонный код — 3847. Занимает площадь 2,026 км². Код КОАТУУ — 6823384001.

## Местный совет
32640, Хмельницкая обл., Новоушицкий р-н, с. Косиковцы